# Яновка (Монастирщинський район)
Я́нівка (рос. Яновка) — село в Монастирщинському районі Смоленської області РФ. Входить до складу Гоголівського сільського поселення. Станом на 2007 рік постійного населення не має.
Розташоване в західній частині області, 12 км на південний схід від селища Монастирщина, 40 км на захід від автодороги Р120 Орел — Брянськ — Смоленськ, на березі річки Лиза. 46 км на схід від села розташована залізнична станція Васьково на лінії Смоленськ — Рославль.